# Ахметгареев, Акмалетдин Зиганович
Акмалетдин Зиганович Ахметгареев (20 февраля 1932, Мустафино, Башкирская АССР — 28 августа 2002, Нефтекамск, Башкортостан) — нефтяник, бурильщик треста «Туймазабурнефть», буровой мастер в ПО «Башнефть». Заслуженный нефтяник Башкирской АССР (1969).

## Биография
Родился 2 февраля 1932 года в селе Мустафино Бакалинского района Башкирской АССР. По национальности — башкир.
Учился в средней школе села Мустафино.
Окончил Октябрьский нефтяной техникум в 1956 году.
В 1956—1960 годах работал помощником бурильщика, бурильщиком конторы бурения № 4 треста «Туймазабурнефть».
В 1960—1970 годах — буровой мастер в УБР ПО «Башнефть».
В 1970—1994 годах — буровой мастер, старший технолог, начальник смены, инженер-технолог ЦИТС.
Коллектив, возглавляемый А. 3. Ахметгареевым, досрочно, в апреле 1970 г., выполнил восьмой пятилетний план (1966—1970), пробурив 119 429 метров, и с мая начал работать в счёт девятой пятилетки. Дополнительно к годовому плану бригада пробурила 23 571 метр горных пород.
За счёт экономного расходования материалов, рационального использования мощностей установленного оборудования, сокращения оргпростоев и применения скоростного бурения скважин в годы восьмой пятилетки бригада сэкономила 540,1 тысячи рублей, в результате чего дополнительно пробурила 10 новых скважин. Постоянно изыскивая и внедряя дополнительные резервы, бригада А. З. Ахметгареева из года в год наращивала проходку. Так, в 1965 году она пробурила 24 795 метров горных пород, в 1968 году — 30 479 метров, в 1970 году проходка составила 34 000 метров. Это был наивысший показатель производительности труда среди буровых бригад с начала разбуривания северо-западных месторождений Башкирии.
Скорость проходки скважин увеличилась с 2153 метров на станок в месяц в 1965 году до 2453 в 1970 году Бригада неоднократно устанавливала рекорды скорости бурения скважин. В 1968 году скорость бурения составила 5196 метров на станок в месяц, в мае 1970 года — 7232 метра.
Досрочно выполнил личные социалистические обязательства и плановые задания Восьмой пятилетки (1966—1970). 30 марта 1971 года Указом Президиума Верховного Совета СССР удостоен звания Героя Социалистического Труда «за выдающиеся заслуги в выполнении заданий пятилетнего плана по добыче нефти и достижение высоких технико-экономических показателей в работе» с вручением ордена Ленина и золотой медали Серп и Молот.
Заслуженный нефтяник Башкирской АССР (1969). Почетный гражданин города Нефтекамск.
Депутат Верховного Совета Башкирской АССР восьмого созыва (1971—1975).
Умер в 2002 году.

## Награды и Звания
- Герой Социалистического Труда (орден Ленина и медаль «Серп и Молот»; 1971)
- медали СССР, отраслевые награды
- Заслуженный нефтяник Башкирской АССР (1969
- Почётный гражданин города Нефтекамска[4].